# Guilherme Paraense
Guilherme Paraense   (Belém, 25 de juny de 1884 - Rio de Janeiro, 18 d'abril de 1968) va ser un tirador brasiler que va competir a començaments del segle XX i fou el primer guanyador d'una medalla d'or brasiler.
Va prendre part en els Jocs Olímpics d'Estiu de 1920 d'Anvers, on disputà quatre proves del programa de tir. Guanyà la medalla d'or en la prova de pistola militar, 30 metres i la de bronze en la de pistola lliure, 50 metres per equips. Fou quart en la pistola militar, 30 metres per equips, mentre es desconeix la posició en què finalitzà la de pistola lliure, 50 metres.